# Юрген фон Герне
Юрґен фон Ґьорне (нім. Jürgen von Görne; 1908 — 3 березня 2003, Роттах-Егерн) — офіцер танкових військ, оберст вермахту. Кавалер Лицарського хреста Залізного хреста.

## Біографія
Учасник боїв на Східному фронті. Наприкінці війни — командир танкового полку «Бранденбург».
Після війни змінив прізвище на фон Ґьорне-Плауе.

## Нагороди
- Залізний хрест 2-го і 1-го класу
- Лицарський хрест Залізного хреста (20 жовтня 1941) — як гауптман (капітан) і командир 29-го моторизованого дивізіону 29-ї піхотної дивізії; нагороджений за взяття моста через Десну.
- Золотий партійний знак НСДАП